# Jukka Nevalainen
Jukka Nevalainen (født 21. april 1978 i Kitee, Finland) er en finsk trommeslager og tidligere medlem af det finske symfoniske metalband Nightwish.
Han begyndte at spille på trommer, da han gik i femte klasse og blev en del af Nightwish som 17-årig.

## Diskografi
Med Nightwish
- Angels Fall First (1997)
- Oceanborn (1998)
- Wishmaster (2000)
- From Wishes to Eternity (2000)
- Over the Hills and Far Away (2001)
- Century Child (2002)
- End of Innocence (2003)
- Once (2004)
- End of an Era (2006)
- Dark Passion Play (2007)
- Made in Hong Kong (And in Various Other Places) (2009)
- Imaginaerum (2011)
- Showtime, Storytime (2013)

Medh Sethian
- Into the Silence (2003)

Som sessionsmusiker
- Barilari (Barilari, 2003)
- Barilari EP (Barilari, 2003)